# Gerrit van Malsem
Gerrit van Malsem (1682-1733?) werd in 1711 genoemd als schilder in de pas opgestarte porseleinfabriek in Meissen, samen met zijn stiefvader Christoph Rühle, de bedrijfsleider. Voorheen werkte Van Malsem in een tegelbakkerij in Dresden.
In de porseleinfabriek, die eveneens op instigatie van August de Sterke was opgezet, waren veel problemen, vooral met de uitbetaling en weglopend personeel. Na de dood van Johann Friedrich Böttger (?) hield Van Malsum het voor gezien in Dresden. Gerrit van Malsem liet zich in 1720 inschrijven als poorter in Amsterdam en trouwde met Aagje Kleijn. Hij vestigde zich als schilder (met een winkel?) in de Leidsestraat. Mogelijk was hij degene die de beschilderde tegels en tableaus, uit tegelfabriek de Oude Prins, in eigendom van Cornelis van der Kloet en zijn moeder, signeerde met (GVM) (J.D. van Dam). 
Christoph Rühle (1669-17??), een "steentjesbakker", afkomstig uit Brandenburg, trouwde in 1696 in Amsterdam met de weduwe van Bartholomeus van Malsem, Margrite Liegier uit Bremen. Zij woonden op de Anjeliersgracht, niet ver van de tegelbakkerij de Oude Prins, aan het begin van de Anjeliersstraat. Onder leiding van Willem van der Kloet, de toenmalige eigenaar, exporteerde de fabriek rond 1700 gigantische tableaus, bestemd voor een paleis in Lissabon. In 1708 stond hij aan het hoofd van een plateelbakkerij in Dresden. Bij de productie ging iets mis en 20.000 tegels waren onbruikbaar vanwege het glazuur. Gleeson en Walcha vermelden ten onrechte dat hij de schoonvader was van Gerrit van Malsem.

## Varia
Vanuit Nederland (Rotterdam en Harlingen) werden ook tegels geëxporteerd naar Rusland, (het Mensjikovpaleis), en naar Duitsland (Brühl).
In 1798 werd  ... een extraordinaire groote party blaauwe, paerse en andere steentjes met geschilderde figuuren, historien, landschappen, bloemen enz., alsmede een party wrakke, witte, steentjes... verkocht, vanwege het faillissement van de gerenommeerde fabriek. 

## Bron
- Dam, J.D. van (1999) Delft uit de provincie. Aardewerk uit Hollandse tegelfabrieken. In: Vormen uit Vuur (166/167), p. 24, 35, 43.
- Gleeson, J. (1998) Het arcanum. Het fantastische, ware verhaal over de uitvinding van het Europees porselein, p. 70.
- Walcha, O. (1975) Meissner Porzellan, p. 20.
- Stahl, S. (1976) Deutsche Fliesen, p. 29